# قورس منقط الظهر
قورس منقط الظهر (الاسم العلمي: Coris dorsomacula) (بالإنجليزية: pale-barred coris)‏ هو نوع من الأسماك يتبع جنس القورس من الفصيلة اللبروسية.